# Dívčice
Dívčice település Csehországban, a České Budějovice-i járásban. Dívčice Malovice, Sedlec, Olešník, Nákří, Dříteň, Pištín és Mydlovary településekkel határos. Lakosainak száma 608 fő (2024. január 1.).

## Népesség
A település lakosságának változását az alábbi diagram mutatja:
| Lakosok száma | 883  | 1026 | 1043 | 970  | 667  | 501  | 559  | 549  | 576  | 608  |
|               | 1869 | 1890 | 1921 | 1950 | 1980 | 2001 | 2017 | 2019 | 2022 | 2024 |